# Thibaut Pinot
Thibaut Pinot (Lure, 29 mei 1990) is een Frans voormalig wielrenner die zijn gehele profcarrière reed voor FDJ. Hij werd jarenlang gezien als de Franse hoop op een opvolger voor Bernard Hinault, die in 1985 de laatste Franse winnaar van de Ronde van Frankrijk was. Uiteindelijk wist Pinot in totaal drie etappes te winnen en was de derde plaats in 2014, toen hij wel het jongerenklassement won, zijn beste eindklassering. In 2018 schaarde hij zich, na zijn ritzege in de Ronde van Spanje bij een selecte groep wielrenners die in elk van de drie Grote Rondes een etappe had gewonnen. Een jaar eerder had hij de ritzege in de Ronde van Italië al behaald. Later in 2018 won hij ook de Ronde van Lombardije, een van de vijf Monumenten.

## Carrière
Als eerstejaars junior won Pinot onder meer meerdere etappes en het eindklassement in de Ronde van Guadeloupe en de Ronde van Drôme. In zijn tweede jaar als junior stond hij in mei aan de start van de Vredeskoers. Zijn beste resultaat in die Tsjechische vijfdaagse was de vierde plek in de voorlaatste rit. In het eindklassement werd hij vijfde, op drie minuten van winnaar Michał Kwiatkowski, die drie van de zes etappes had gewonnen. Later dat jaar behaalde Pinot op lager niveau zeges in de Ronde van Haute-Saône en de Ronde van de Ardèche. Op het Europese kampioenschap werd hij veertiende in de wegwedstrijd. Later dat jaar werd hij onder meer dertiende in het eindklassement van de GP Général Patton, zesde in het nationale kampioenschap tijdrijden en vierde in de wegwedstrijd.
In 2009 maakte Pinot, als belofterenner, de overstap naar CC Étupes. In juni van dat seizoen won hij een etappe in de Ronde van Savoie, een Franse etappekoers voor beloften. In het algemeen klassement eindigde hij op de achtste plaats, op acht minuten van winnaar Ben Gastauer. Ook in de nevenklassement eindigde Pinot hoog: in het puntenklassement werd hij derde en in het bergklassement bleef enkel Thomas Girard hem voor. Bijna drie maanden later won Pinot het eindklassement van de Ronde van de Aostavallei, waar hij met een Franse nationale selectie aan deelnam. Daarnaast won hij er, zonder een etappe te winnen, ook het puntenklassement en het jongerenklassement. Op het wereldkampioenschap eindigde hij op de veertigste plek in de wegwedstrijd voor beloften.

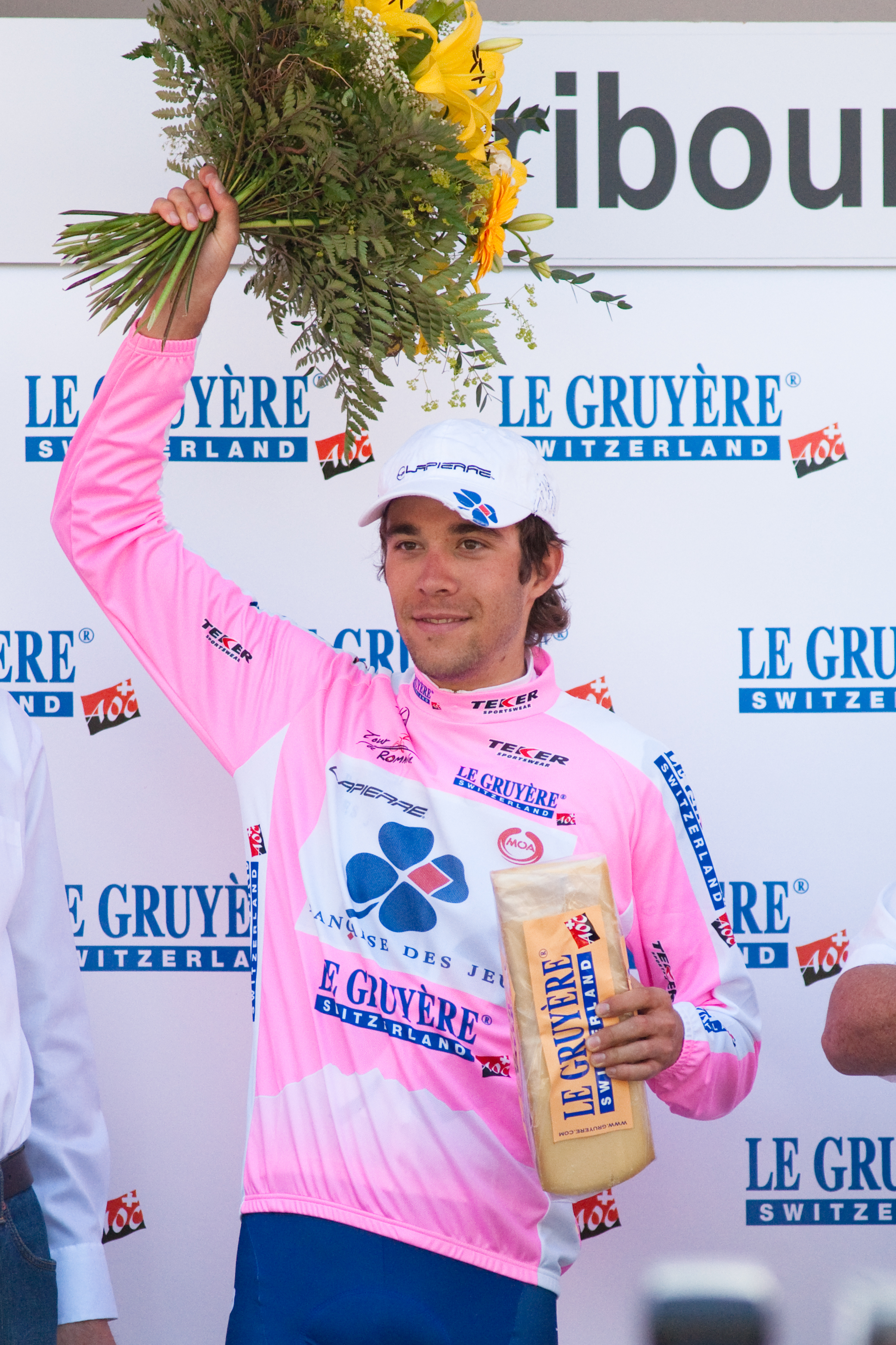
Pinot in de leiderstrui van het bergklassement na de tweede etappe van de Ronde van Romandië in 2010

Na slechts één seizoen bij de beloften werd Pinot in 2010 prof bij La Française des Jeux. Zijn debuut voor de ploeg (en in de ProTour) maakte hij in januari in de Tour Down Under. In het voorjaar reed hij onder meer de Ronde van Catalonië en werd hij vijfde in de Ronde van de Finistère. In de Ronde van Romandië won hij het bergklassement met een voorsprong van dertig punten op zijn naaste achtervolger Chad Beyer. In het Critérium du Dauphiné finishte hij als derde in de zesde etappe. In augustus van dat jaar won hij het bergklassement in Parijs-Corrèze en werd hij vijfde in de vijfdaagse Ronde van de Ain. In het jongerenklassement in de Ain bleef enkel Tejay van Garderen hem voor.
Het seizoen 2011 begon voor Pinot in eigen land, waar hij deelnam aan de Grote Prijs La Marseillaise. In deze Franse seizoensopener wwerd hij vijftiende, op bijna drie minuten van winnaar en ploeggenoot Jérémy Roy. In het voorjaar werd hij derde in het eindklassement van de Ronde van Turkije en tweede in dat van de Ronde van Rhône-Alpes Isère. In juni stond hij aan de start van het Critérium du Dauphiné. In de proloog eindigde hij op plek 46, op twintig seconden van winnaar Lars Boom. Een dag later werd hij zevende in de rit met aankomst in Saint-Pierre-de-Chartreuse, op bijna negenhonderd meter hoogte. In de slotrit, een bergetappe met aankomst in het skigebied van La Toussuire, bleef enkel Joaquim Rodríguez Pinot voor. Door zijn tweede plaats steeg hij wel naar de zestiende plek in het (eind)klassement. In de Ronde van de Elzas won hij de slotrit, met aankomst op de Ballon d'Alsace, en het eindklassement. Nog geen twee weken later won hij twee etappes in de Ronde van de Ain. Drie dagen na afloop van de Franse etappekoers behaalde hij ook een ereplaats in het eendagswerk: in de Ronde van de Drie Valleien eindigde hij, achter de 40-jarige Davide Rebellin en Domenico Pozzovivo, op de derde plaats. In de Wielerweek van Lombardije won Pinot de openingsrit en het eindklassement. Zijn seizoen sloot hij af met zijn debuut in een Monument: in de door Oliver Zaugg gewonnen Ronde van Lombardije eindigde hij op plek 47.

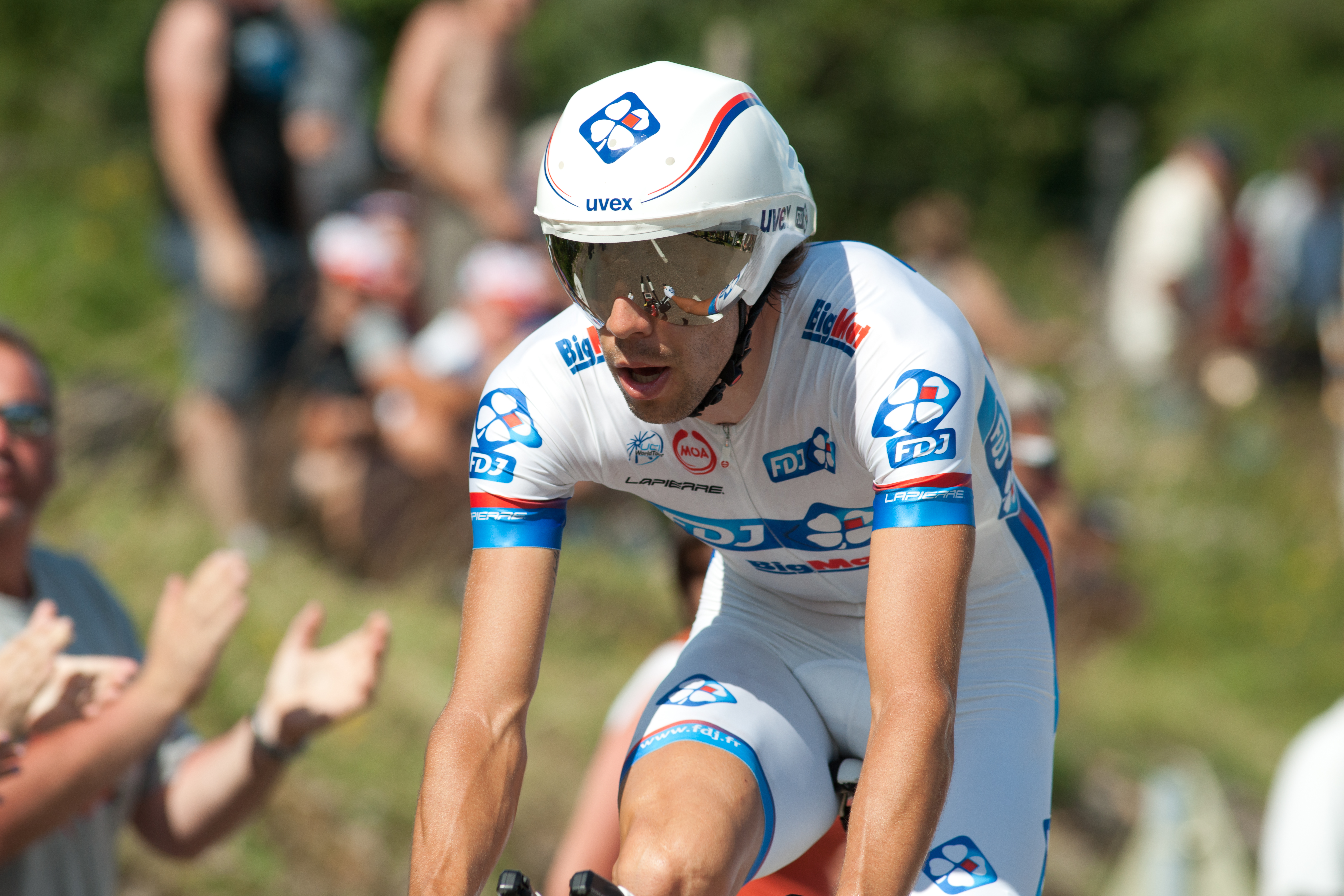
Pinot tijdens de negende etappe (een tijdrit) in de Ronde van Frankrijk van 2012

In 2012 begon Pinot zijn seizoen wederom in de Grote Prijs La Marseillaise, waar hij dat jaar op de veertiende plaats eindigde. In februari werd hij onder meer zestiende in het eindklassement van de Ronde van de Middellandse Zee en elfde in dat van de Ronde van de Haut-Var. In maart en april nam hij deel aan vier kleinere etappekoersen in de World Tour. In de Tirreno-Adriatico eindigde hij op een vijftigste plek in het algemeen klassement, waarna hij zowel de Ronde van Catalonië als de Ronde van het Baskenland niet uitreed. In de slotrit van de Ronde van Romandië, een tijdrit van 16,5 kilometer met daarin een beklimming, werd Pinot achtste. Door die prestatie steeg hij naar de elfde plek in het eindklassement. In het jongerenklassement bleef enkel Andrew Talansky hem voor. In de Ronde van Zwitserland bereidde Pinot zich voor op zijn eerste deelname aan de Ronde van Frankrijk. In de proloog verloor hij 32 seconden op winnaar Peter Sagan, waarmee hij op plek 27 eindigde. Een dag later werd Pinot vijfde in de bergrit naar Verbier. Vijf etappes lang stond Pinot vierde in het algemeen klassement, waarna hij na een veertigste plaats in de 34,3 kilometer lange tijdrit zakte naar plek veertien. In de zevende rit werd hij zesde, waardoor hij weer vier plekken steeg in het klassement. In de slotrit gaf hij echter op. Op de laatste dag van juni dat jaar maakte Pinot zijn debuut in de Ronde van Frankrijk, waar hij de jongste deelnemer was. In de achtste etappe, met finish in het Zwitserse Porrentruy maakte hij deel uit van de vroege vlucht. Op de laatste beklimming van de dag haalde Pinot Fredrik Kessiakoff, die ontsnapt was uit de vroege vlucht, in, waarna hij solo naar de overwinning reed. Vier dagen later werd hij tweede in de bergrit naar La Toussuire, waardoor hij naar de tiende plek in het algemeen klassement steeg. In de derde week van de koers stond onder meer de etappe met slotklim naar Peyragudes op het programma. Pinot verloor slechts drie seconden op klassementsleider Bradley Wiggins en zijn meesterknecht Chris Froome, waardoor hij zijn plek in het klassement met succes verdedigde. Na drie weken eindigde hij op de tiende plek in het klassement. Met zijn 22 jaar en 54 dagen werd hij de jongste renner met een toptienplaats in het eindklassement sinds Raymond Impanis in 1947. Na een rustperiode van twee weken stond Pinot aan de start van de Ronde van de Ain, waar hij de slotetappe won. Tegen het einde van het seizoen reed hij nog enkele eendagskoersen, maar dichterbij de zege dan plek 35 in de Ronde van de Doubs kwam hij niet.
In zijn tweede Tour, die van 2013, kon Pinot weinig indruk maken. Hij kampte met daalangst en verloor daardoor veel tijd in de bergetappes. Uiteindelijk ging hij niet meer van start na de tweede rustdag.
Een jaar later, in de Tour van 2014, presteerde Pinot opvallend sterk. Hij eindigde als derde in het algemeen klassement, na Vincenzo Nibali en Jean-Christophe Péraud. In Parijs werd Pinot tevens gehuldigd als winnaar van het jongerenklassement.
De Ronde van Frankrijk 2015 draaide voor Pinot aanvankelijk uit tot een mislukking. Hij wist zijn prestatie van een jaar eerder niet te evenaren en kon geen aanspraak maken op een goed klassement. In de twintigste etappe behaalde hij echter een prestigieuze overwinning op Alpe d'Huez, waarmee hij zijn Tour toch nog glans gaf.
Na een teleurstellende Ronde van Frankrijk 2016, waarin Pinot moest opgeven, verlegde hij zijn focus in 2017 naar de Ronde van Italië. Hij behaalde hier een vierde plaats in het eindklassement en wist er tevens een etappe te winnen.
Ook in 2018 zette hij alles op de Ronde van Italië. Hij had lange tijd uitzicht op een podiumplaats: voor aanvang van de voorlaatste etappe bezette Pinot de derde plek in het klassement. In die etappe verloor hij door een zware inzinking echter 45 minuten, waardoor hij terugviel naar de zestiende plaats. Na de aankomst bleek hij last te hebben van uitdrogingsverschijnselen. Hierdoor diende hij, één dag voor het einde van de ronde, alsnog op te geven.
In de Ronde van Frankrijk van 2019 moest Pinot, vanwege een spierblessure aan zijn dij, tijdens de 19e etappe afstappen. Hij stond op dat moment, met een etappewinst op zak, op de vijfde plaats in het algemeen klassement.
In januari 2023 maakte Pinot bekend dat hij na de Ronde van Lombardije (7 oktober 2023) zou stoppen als professionele wielrenner.

## Overwinningen
2009
3e etappe Ronde van Savoie
Eind-, punten- en jongerenklassement Ronde van de Aostavallei
2010
Bergklassement Ronde van Romandië
Bergklassement Parijs-Corrèze
2011
5e etappe Ronde van de Elzas
Eind- en jongerenklassement Ronde van de Elzas
2e en 4e etappe Ronde van de Ain
1e etappe Wielerweek van Lombardije
Eind- en jongerenklassement Wielerweek van Lombardije
2012
8e etappe Ronde van Frankrijk
5e etappe Ronde van de Ain
2014
Jongerenklassement Ronde van Beieren
Jongerenklassement Ronde van Frankrijk
Jongerenklassement Ronde van Gévaudan Languedoc-Roussillon
2015
Jongerenklassement Internationaal Wegcriterium
5e etappe Ronde van Romandië
Jongerenklassement Ronde van Romandië
5e etappe Ronde van Zwitserland
20e etappe Ronde van Frankrijk
1e etappe Ronde van Gévaudan Languedoc-Roussillon
Eind- en puntenklassement Ronde van Gévaudan Languedoc-Roussillon
2016
2e en 3e etappe Internationaal Wegcriterium
Eind- en puntenklassement Internationaal Wegcriterium
3e etappe Ronde van Romandië
6e etappe Critérium du Dauphiné
 Frans kampioen tijdrijden, Elite
2017
2e etappe Ruta del Sol
5e etappe Ronde van de Alpen
20e etappe Ronde van Italië
Eind- en bergklassement Ronde van de Ain
2018
Eindklassement Ronde van de Alpen
15e en 19e etappe Ronde van Spanje
Milaan-Turijn
Ronde van Lombardije
2019
3e etappe Ronde van de Haut-Var
Eind- en puntenklassement Ronde van de Haut-Var
3e etappe Ronde van de Ain
Eind-, punten- en bergklassement Ronde van de Ain
14e etappe Ronde van Frankrijk
2022
5e etappe Ronde van de Alpen
7e etappe Ronde van Zwitserland
2023
Bergklassement Ronde van Italië

## Resultaten in voornaamste wedstrijden
| Jaar | Ronde van Italië | Ronde van Frankrijk | Ronde van Spanje |
| ---- | ---------------- | ------------------- | ---------------- |
| 2010 |                  |                     |                  |
| 2011 |                  |                     |                  |
| 2012 |                  | 10e (1)             |                  |
| 2013 |                  | opgave              | 7e               |
| 2014 |                  | ↑                   | opgave           |
| 2015 |                  | 16e (1)             |                  |
| 2016 |                  | opgave              |                  |
| 2017 | 4e (1)           | opgave              |                  |
| 2018 | opgave           |                     | 6e (2)           |
| 2019 |                  | opgave (1)          |                  |
| 2020 |                  | 29e                 | opgave           |
| 2021 |                  |                     |                  |
| 2022 |                  | 15e                 | 17e              |
| 2023 | 5e               | 11e                 |                  |

| Jaar | Ronde van Lombardije | Clásica San Sebastián | Strade Bianche |  | WK op de weg |  | Wereldranglijsten   |
| ---- | -------------------- | --------------------- | -------------- |  | ------------ |  | ------------------- |
| 2010 |                      | 78e                   |                |  |              |  | 233e (UWK)          |
| 2011 | 47e                  |                       |                |  |              |  |                     |
| 2012 | opgave               |                       |                |  |              |  | 62e (UWT)           |
| 2013 | 12e                  |                       |                |  | 50e          |  | 33e (UWT)           |
| 2014 | 14e                  |                       |                |  |              |  | 32e (UWT)           |
| 2015 | ↑                    | 20e                   |                |  |              |  | 10e (UWT)           |
| 2016 |                      |                       |                |  |              |  | 17e (UWT) 25e (UWR) |
| 2017 | 5e                   | 17e                   | 9e             |  |              |  | 22e (UWT) 14e (UWR) |
| 2018 | ↑                    |                       |                |  | 9e           |  | 17e (UWT) 13e (UWR) |
| 2019 |                      |                       |                |  |              |  | 55e (UWR)           |
| 2020 |                      |                       |                |  |              |  | 44e (UWR)           |
| 2021 | 50e                  |                       |                |  |              |  | 243e (UWR)          |
| 2022 |                      |                       |                |  |              |  | 161e (UWR)          |
| 2023 | 37e                  |                       | 19e            |  |              |  | 21e (UWR)           |

### Resultaten in kleinere rondes
| Jaar | Parijs-Nice | Tirreno-Adriatico | Ronde van Catalonië | Ronde van het Baskenland | Ronde van Romandië | Critérium du Dauphiné | Ronde van Zwitserland |
| ---- | ----------- | ----------------- | ------------------- | ------------------------ | ------------------ | --------------------- | --------------------- |
| 2010 |             |                   | 49e                 |                          | 30e                | 20e                   |                       |
| 2011 |             |                   |                     |                          |                    | 16e                   |                       |
| 2012 |             | 50e               | opgave              | opgave                   | 11e                |                       | opgave                |
| 2013 |             |                   | 8e                  | 40e                      | 12e                |                       | 4e                    |
| 2014 |             | opgave            | 13e                 | 9e                       | 10e                |                       | 15e                   |
| 2015 |             | 4e                |                     | 10e                      | 4e (1)             |                       | 4e (1)                |
| 2016 |             | 5e                |                     | 4e                       | ↑ (1)              | 16e (1)               |                       |
| 2017 |             | ↑                 |                     |                          |                    |                       |                       |
| 2018 |             |                   | 10e                 |                          |                    |                       |                       |
| 2019 |             | 5e                | 11e                 |                          |                    | 5e                    |                       |
| 2020 | 5e          |                   |                     |                          |                    | ↑                     |                       |
| 2021 |             | 43e               |                     |                          |                    |                       |                       |
| 2022 |             | 8e                |                     |                          | 13e                |                       | 14e (1)               |
| 2023 |             | 10e               |                     |                          | 5e                 |                       |                       |

(*) tussen haakjes aantal individuele etappe-overwinningen

## Ploegen
- 2010 –  FDJ[a]
- 2011 –  FDJ
- 2012 –  FDJ-BigMat
- 2013 –  FDJ.fr[b]
- 2014 –  FDJ.fr
- 2015 –  FDJ
- 2016 –  FDJ
- 2017 –  FDJ
- 2018 –  Groupama-FDJ
- 2019 –  Groupama-FDJ
- 2020 –  Groupama-FDJ
- 2021 –  Groupama-FDJ
- 2022 –  Groupama-FDJ
- 2023 –  Groupama-FDJ

Bonnaire ·
Casar ·
Cazaux ·
Chavanel ·
Di Grégorio ·
Duval ·
Gérard ·
Geslin ·
Gudsell ·
Guesdon ·
Hoetarovitsj ·
Ladagnous ·
Le Mével ·
Meersman ·
Mourey ·
Offredo ·
Pinot ·
Roux ·
Roy ·
Sulzberger ·
Vaugrenard ·
Veikkanen ·
Vichot ·
Bennett (stagiair) ·
Bouhanni (stagiair) ·
Capdepuy (stagiair) 
Bonnaire ·
Bonnet ·
Bouhanni ·
Casar ·
Chainel ·
Courteille ·
Delage ·
Fédrigo ·
Gérard ·
Geslin ·
Guesdon ·
Hoetarovitsj ·
Jeannesson ·
Ladagnous ·
Meersman ·
Mourey ·
Offredo ·
Pauriol ·
Pineau ·
Pinot ·
Rollin ·
Roux ·
Roy ·
Soupe ·
Sulzberger ·
Vaugrenard ·
Vichot ·
Démare (stagiair) ·
Elissonde (stagiair) ·
Schmidt (stagiair) 
Bonnet ·
Boucher ·
Bouhanni ·
Casar ·
Chainel ·
Courteille ·
Delage ·
Démare ·
Elissonde ·
Fédrigo ·
Gérard ·
Geslin ·
Guesdon (tot 08/04) ·
Hoetarovitsj ·
Jeannesson ·
Ladagnous ·
Mourey ·
Offredo ·
Pauriol ·
Pineau ·
Pinot ·
Rasch ·
Rollin ·
Roux ·
Roy ·
Soupe ·
Vaugrenard ·
Veikkanen ·
Vichot ·
Bergeret (stagiair) ·
Sepúlveda (stagiair) ·
Viennet (stagiair) 
Bonnet ·
Boucher ·
Bouhanni ·
Casar ·
Courteille ·
Delage ·
Démare ·
Elissonde ·
Fédrigo ·
Fischer ·
Geniez ·
Geslin ·
Jeannesson ·
Ladagnous ·
Le Bon ·
Mangel ·
Mourey ·
Offredo ·
Pichon ·
Pineau ·
Pinot ·
Rollin ·
Roux ·
Roy ·
Soupe ·
Vaugrenard ·
Veikkanen ·
Vichot ·
Viennet ·
Guérin (stagiair) ·
Le Gac (stagiair) ·
Poitevin (stagiair) 
Bonnet · Boucher · Bouhanni · Chavanel · Courteille · Delage · Démare · Elissonde · Fédrigo · Fischer · Geniez · Geslin · Jeannesson · Ladagnous · Le Bon · Le Gac · Lecuisinier · Mangel · Mourey · Offredo · Pichon · Pineau · Pinot · Roux · Roy · Soupe · Vaugrenard · Veikkanen · Vichot · Viennet · Manzin (stagiair) · Martin (stagiair) · Sarreau (stagiair)
Bonnet · Boucher · Chavanel · Courteille · Delage · Démare · Elissonde · Fischer · Geniez · Geslin · Jeannesson · Ladagnous · Le Bon · Le Gac · Lecuisinier · Manzin · Morabito · Mourey · Offredo · Pichon · Pineau · Pinot · Reza · Roux · Roy · Sarreau · Vaugrenard · Veikkanen · Vichot · Doubey (stagiair) · Fournier (stagiair) · Gesbert (stagiair)
Bonnet · Chavanel · Courteille · Delage · Démare · Eiking · Elissonde · Fischer · Fournier · Geniez · Hoelgaard · Konovalovas · Ladagnous · Le Bon · Le Gac · Lecuisinier · Maison · Manzin · Morabito · Offredo · Pichon · Pineau · Pinot · Reichenbach · Reza · Roux · Roy · Sarreau · Vaugrenard · Vichot · Doubey (stagiair) · Gaudu (stagiair) · Vincent (stagiair)
Bonnet · Cimolai · Courteille · Delage · Démare · Eiking · Fournier · Gaudu · Guarnieri · Hoelgaard · Konovalovas · Ladagnous · Le Bon · Le Gac · Ludvigsson · Maison · Manzin · Molard · Morabito · Pineau · Pinot · Reichenbach · Reza · Roux · Roy · Sarreau · Vaugrenard · Vichot · Vincent · Armirail (stagiair) · Madouas (stagiair) · Seigle (stagiair)
Armirail · Bonnet · Cimolai · Delage · Démare · Duchesne · Gaudu · Guarnieri · Hoelgaard · Konovalovas · Ladagnous · Le Gac · Ludvigsson · Madouas · Molard · Morabito · Pinot · Preidler · Reichenbach · Roux · Roy · Sarreau · Seigle · Sinkeldam · Thomas · Vaugrenard · Vichot · Vincent
Armirail · Bonnet · Delage · Démare · Duchesne · Frankiny · Gaudu · Geniets · Guarnieri · Hoelgaard · Konovalovas · Küng · Ladagnous · Le Gac · Ludvigsson · Madouas · Molard · Morabito · Pinot · Preidler · Reichenbach · Roux · Sarreau · Scotson · Seigle · Sinkeldam · Thomas · Vaugrenard · Vincent · Brunel (stagiair) · Jerman (stagiair) · Louvel (stagiair)
Armirail · Bonnet · Brunel · Delage · Démare · Duchesne · Frankiny · Gaudu · Geniets · Guarnieri · Gugliemi · Konovalovas · Küng   · Ladagnous · Le Gac · Lienhard · Ludvigsson · Madouas · Molard · Pinot · Reichenbach · Roux · Sarreau · Scotson · Seigle · Sinkeldam · Thomas · Vincent · Davy (stagiair) · Stewart (stagiair)
Armirail · Badilatti · van den Berg · Bonnet · Brunel · Davy · Delage · Démare · Duchesne · Gaudu · Geniets · Guarnieri · Gugliemi · Konovalovas · Küng     · Ladagnous · Le Gac · Lienhard · Ludvigsson · Madouas · Molard · Pinot · Reichenbach · Roux · Scotson · Seigle · Sinkeldam · Stewart · Thomas · Valter
Armirail · Askey · Badilatti · Davy · Démare · Duchesne · Gaudu · Geniets · Guarnieri · Konovalovas · Küng   · Ladagnous · Le Gac · Lienhard · Ludvigsson · Madouas · Molard · Pacher · Penhoët (vanaf 1/8) · Pinot · Reichenbach · Roux · Scotson · Sinkeldam · Stewart · Storer · Valter · van den Berg · Welten
Armirail · Askey · Davy · Démare (tot 31/7) · Gaudu · Geniets · Germani · Grégoire · Konovalovas · Küng · Ladagnous · Le Gac · Lienhard · Madouas · Martinez · Molard · Pacher · Paleni · Penhoët · Pinot · Pithie · Scotson · Stewart · Storer · Thompson · van den Berg · Watson · Welten